# Santiago Güell i Grau
Santiago Güell i Grau (Vilafranca del Penedès 1869 - Barcelona 1955) va ser un dels arquitectes més actius al Penedès entre 1892 i 1920, amb una evolució estilística que comença amb l'eclecticisme i passa pel modernisme i el noucentisme, però sense abandonar del tot els trets eclèctics. A més, va ser regidor i alcalde de Vilafranca el 1909 i el 1922.
Va néixer a Vilafranca fill d'un ferroviari, i el 1892, amb 23 anys, obtingué el títol d'arquitecte a Barcelona. De 1893 a 1904 i de 1910 a 1918 va ser arquitecte municipal de Vilafranca. Entre les seves obres hi ha nombroses cases burgeses, però també algunes de populars, i també obres industrials i algun edifici públic.
Els seus primers edificis es relacionen amb els corrents predominants a l'arquitectura catalana de finals del segle xix, l'eclecticisme i l'historicisme, que Santiago Güell combina fins i tot amb algun primer element modernista. D'aquesta època destaca el pati de l'Ajuntament de Vilafranca.
A partir del 1900 comença a fer aproximacions al modernisme, estil que predomina a la seva obra fins cap al 1910, tot i que és un modernisme moderat, poc agosarat i decoratiu. En aquest estil, Güell se situa entre la primera generació de modernistes (Domènech i Muntaner, Gaudí, etc.) i la darrera (Raspall, Jujol, etc.).
A partir del 1910 el seu estil canvia i incorpora elements noucentistes sense abandonar els modernistes, amb un resultat que voreja l'eclecticisme. En aquesta etapa destaca l'Asil Inglada Via, de 1916. Finalment, a partir de 1920 la seva arquitectura ja és plenament noucentista.

## Obres
A Vilafranca del Penedès:

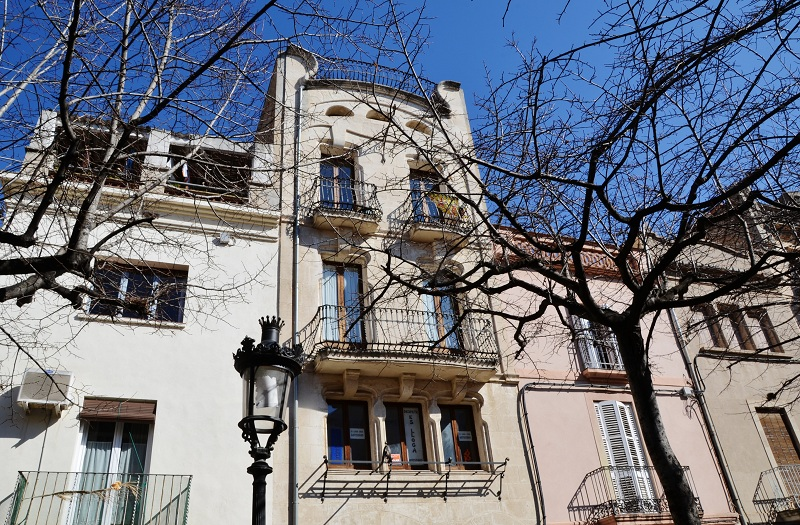
Casa Claramunt

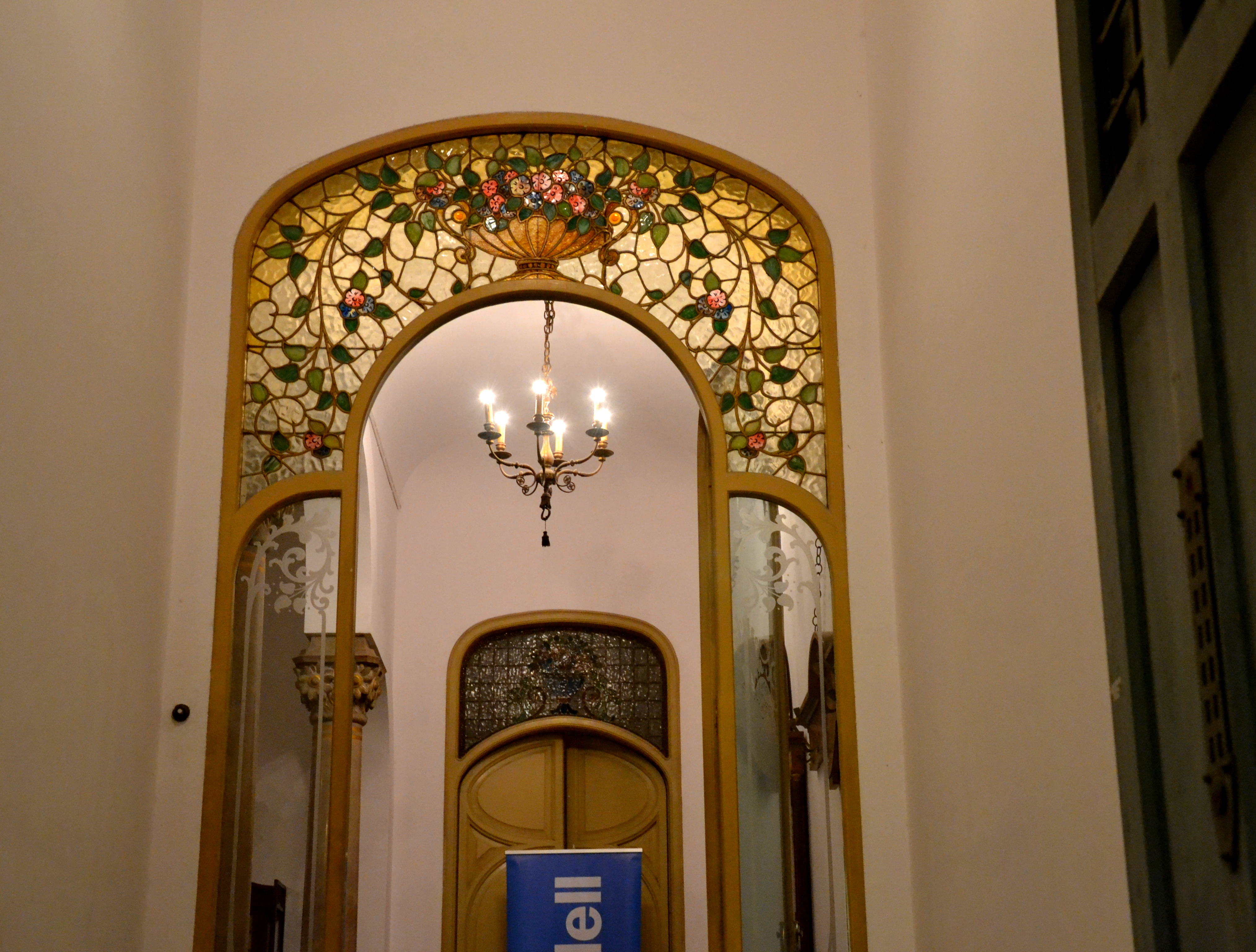
Casa Miró

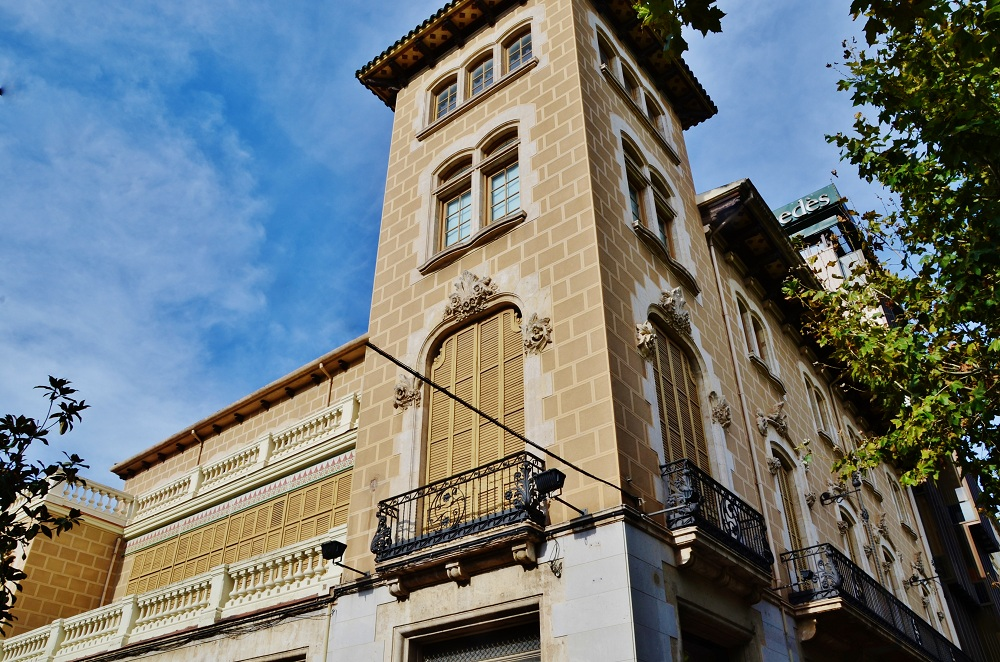
Casa Elies Valero

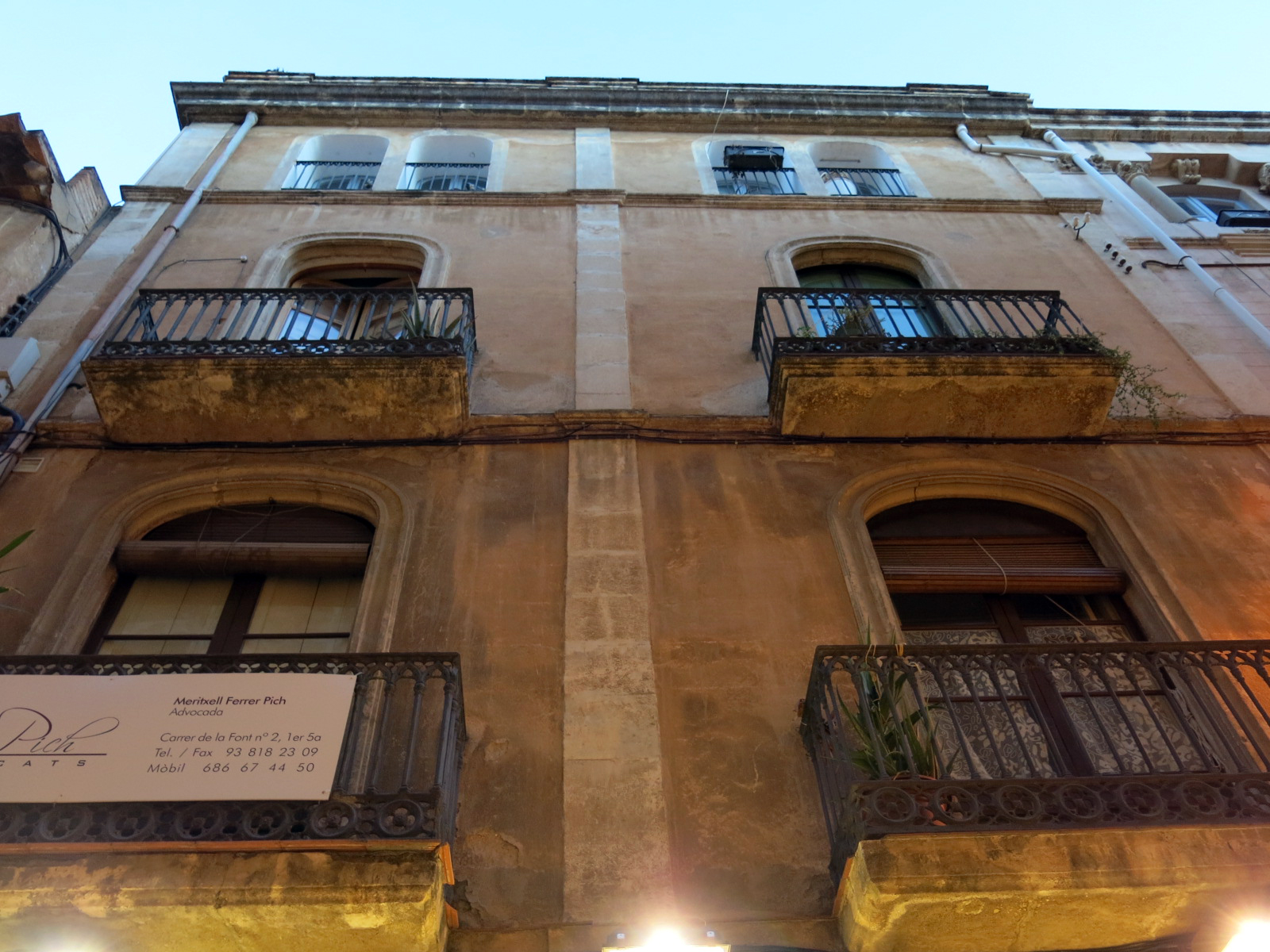
Casa Tomàs

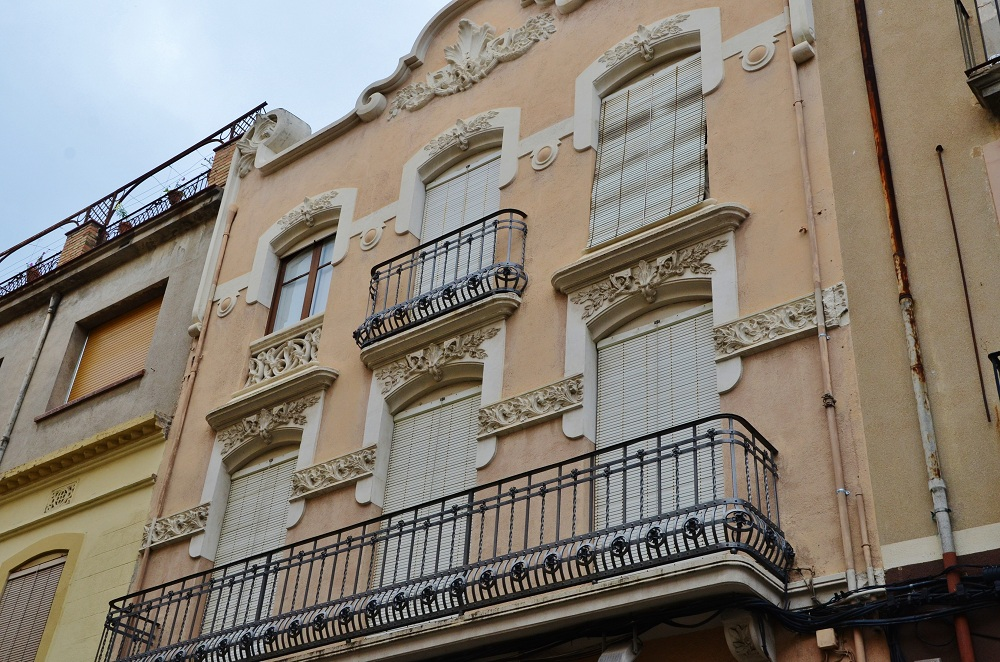
Casa Maria Raurell

- Pati de l'Ajuntament de Vilafranca (1893)[4]
- Casa Lluís Trabal (1893)[2]
- Magatzem Cortina i Cia (1896)[2]
- Casa Francesc Feliu (1897)[2]
- Casa Joan Berger (1897)[5]
- Casa Torrents i Miret (1899)[6]
- Remunta d'un pis a la casa Josep Olivella (1899)[7]
- Casa Josep Cerdà (1900)[2]
- Casa Isidre Hill (1900)[2]
- Casa Pere Colet (1901)[2]
- Casa Antoni Girona (1902)[2]
- Casa Joan Rovira (1903)[2]
- Magatzems de Magí Figueres (1904)[8]
- Casa Maria Claramunt (1905)[9][10]
- Casa Ramona Quer (1906)[11]
- Casa Josepa Florit (1907)[2]
- Casa Josep Batlle (1907)[2]
- Casa Lídia Vallès (1907)[2]
- Casa Miró (1905)[12]
- Casa Elies Valero (1910)[13]
- Casa Pere Martí (1910)[2]
- Magatzem de Ramon Soler i Colet (1911)[2]
- Mercat de Gallines i Menuts (projecte 1911, inaugurat 1913),[14] ara casa de la Festa Major de Vilafranca[2]
- Ampliació i reforma de l'Electra Vilafranquina (1911)[15]
- Casa Josepa Sala (1912)[2]
- Ca n'Aixelà (1912)[2]
- Casa Josep Martí (1912)[2]
- Casa Ramon Tomàs (reforma del 1913)[16]
- Casa Joan Soler (1913)[2]
- Casa Carme Ferrer (1913)[2]
- Magatzem de Josep Freixedes (1913)[2]
- Magatzem de Joan Rosich i Tutusaus (1913)[2]
- Casa Josep Badia (1914)[2]
- Casa Jaume Güell (1914)[2]
- Casa Maria Raurell (1914)[2]
- Casa Jaume Sabaté (1914)[2]
- Magatzem de Salvador Farrera i Vidal (1915)[2]
- Casa Ramon Escasany (1916)[2]
- Asil Inglada Via (1916)[2]
- Magatzem de Ramon Rossell (1919)[2]
- Magatzem de Francesc Esteve i Capella (1919)[2]
- Magatzem de Jean Mory i Cia (1920)[2]
- Casa Canyelles (1924)[2]
- Casa Oliveras (1925)[17]
- Casa Hill (1925)[2][18]
- Casa Saumell (1926)[2]

A Sant Sadurní d'Anoia:
- Casa Lluís Mestres[19]

A Santa Margarida i els Monjos:
- Casa Bolet[20]